# Willmatshofen
Willmatshofen ist ein Pfarrdorf und Ortsteil des Marktes Fischach im schwäbischen Landkreis Augsburg und gehört zur Kulturlandschaft der Stauden.

## Geografie

### Geografische Lage
Der Gemeindeteil Willmatshofen befindet sich etwa 20 Kilometer südwestlich von Augsburg in den Stauden und ist damit ein Bestandteil des Naturparks Augsburg-Westliche Wälder. Dort liegt er unmittelbar südlich vom Hauptort Fischach im Tal der Schmutter (499 m. ü. NN), die von Süden kommend in Richtung Norden weiterfließt. Im Osten von Willmatshofen befindet sich der Kohlberg (556 m. ü. NN). Im Süden grenzen der Schmiedberg (576 m. ü. NN) und im Westen der Ziegelberg (559 m. ü. NN) an den Ort an.

### Nachbargemeinden
| Dinkelscherben 9 km | Fischach 1 km | Augsburg 20 km Gessertshausen 8 km |
| Thannhausen 14 km   | Kompass       |                                    |
|                     |               | Schwabmünchen 14 km                |

## Geschichte
Von 1862 bis 1929 gehörte Willmatshofen zum Bezirksamt Zusmarshausen und ab 1929 zum Bezirksamt Augsburg (ab 1939 Landkreis Augsburg).
Willmatshofen war eine selbstständige Gemeinde und wurde am 1. Juli 1972 im Zuge der Gebietsreform in Bayern in den Markt Fischach eingemeindet.
Die katholische Pfarrei Sankt Vitus in Willmatshofen gehört zur Pfarreiengemeinschaft Fischach im Dekanat Schwabmünchen im Bistum Augsburg. Zur Pfarrei gehören Itzlishofen und der größte Teil von Tronetshofen.
Bei Willmatshofen befinden sich Reste der spätkeltischen Viereckschanze Brennburg.

## Wirtschaft und Infrastruktur
Mitten durch Willmatshofen führt die Kreisstraße A 2, die von Fischach nach Tronetshofen, Siegertshofen und Mickhausen verläuft.
In Willmatshofen können Klein- und Vorschulkinder die katholische Kindertagesstätte St. Vitus besuchen. Dort stehen rund 100 Betreuungsplätze (aufgeteilt in sechs Gruppen) zur Verfügung.